# 메로에 박
메로에 박(영어: Meroe Park, 1966년 12월 1일 ~ )은 미국의 관료다. 2017년 1월 20일부터 1월 23일까지 중앙정보국장 직무대행을 맡았다. 같은 해 중앙정보국에서 은퇴하였다.